# Edward Still
Edward Still (30 dicembre 1990) è un allenatore di calcio belga, tecnico in seconda del Lens.

## Biografia
È il fratello maggiore di William Still, anch'egli allenatore di calcio.

## Carriera
Ha iniziato la carriera lavorando come assistente del croato Ivan Leko in varie squadre, prima come analista video e poi come vice allenatore. Il 16 maggio 2021 diventa il nuovo tecnico dello Charleroi, sostituendo nel ruolo Karim Belhocine.
Dal 2023 è il nuovo tecnico del Kortrijk.